# 婉という女 (映画)
『婉という女』（えんというおんな）は、1971年に公開された今井正監督の日本映画。
1960年に第13回野間文芸賞を受賞した大原富枝の小説『婉という女』が原作。
江戸時代中期の土佐藩の女医 野中婉が主人公。

## スタッフ
以下のスタッフ名はKINENOTEに従った。
- 監督 - 今井正
- 脚本 - 鈴木尚之
- 原作 - 大原富枝 小説『婉という女』
- 企画 - 本田延三郎、高島幸夫、鈴木尚之、今井正
- 製作 - 内山義重
- 撮影 - 中尾駿一郎
- 美術 - 川島泰三、平川透徹
- 音楽 - 間宮芳生
- 録音 - 安恵重遠
- 照明 - 平田光治
- 編集 - 丹治睦夫
- 助監督 - 長井博

## キャスト
以下の出演者名と役名はKINENOTEに従った。
- 岩下志麻 - 野中婉
- 江原真二郎 - 野中清七
- 河原崎長一郎 - 野中欽六
- 緒形拳 - 野中希四郎
- 中村賀津雄 - 野中貞四郎
- 田代美恵子 - 野中米
- 楠侑子 - 野中寛
- 長山藍子 - 野中将
- 北林谷栄 - きさ
- 佐々木すみ江 - かち
- 伊藤牧子 - のぶ
- 山本学 - 谷秦山
- 北大路欣也 - 岡本弾七
- 加藤嘉 - 井口九郎兵衛
- 織本順吉 - 井口長左衛門
- 岸田今日子 - みつ
- 金井大 - 老番士
- 陶隆 - 番士長
- 岡野耕作 - 赦免状の使者
- 南祐輔 - 高知城の使者
- 蔵一彦 - 供侍
- 針生真一 - 幼年時代の清七
- 長張卓実 - 幼年時代の欽六
- 桜田洋之助 - 幼年時代の希四郎
- 三田隆一 - 幼年時代の貞四郎
- 吉野恒正 - 幼年時代の貞四郎
- 桐ケ谷かおり - 幼年時代の寛
- おかのあゆみ - 幼年時代の婉
- 鬼沢京子 - 幼年時代の将
- 佐藤健太 - 幼年時代のみつの子

## 受賞歴
- 1971年度 第45回キネマ旬報賞
  - 日本映画ベスト・テン3位　『婉という女』（今井正監督）[3]